# Cerkiew Bracka w Brześciu nad Bugiem
Cerkiew Bracka, inaczej zwana cerkwią św. Mikołaja – pochodząca z początku XX wieku świątynia prawosławna znajdująca się w Brześciu przy ulicy Sowieckiej 10.

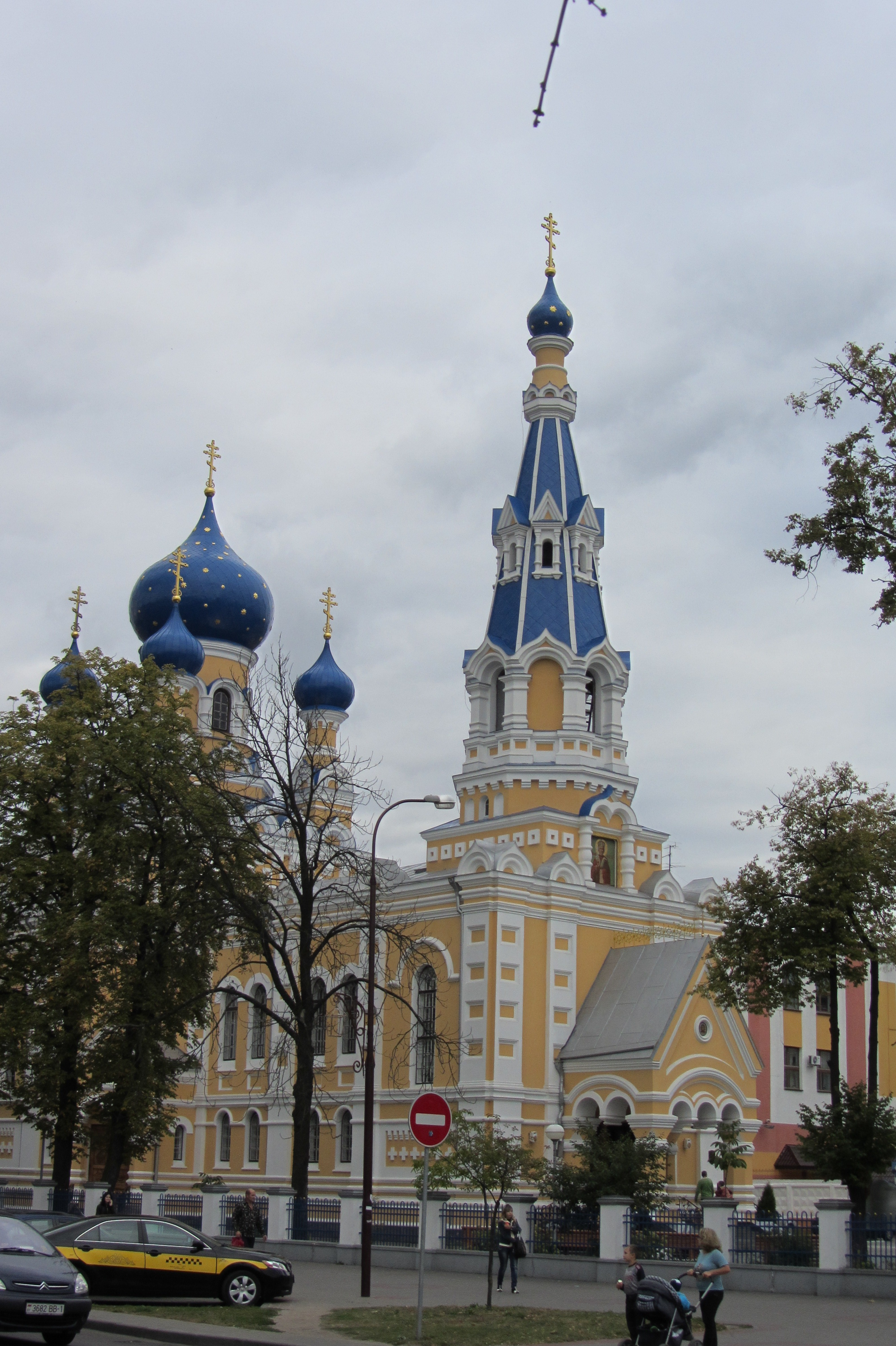
Widok ogólny

Cerkiew zbudowano w 1905 w stylu pseudoruskim. W 1945 władze radzieckie odebrały wiernym obiekt, przekształcając go w archiwum miejskie, jednak po 1991 cerkiew zwrócono prawosławnym.
Charakterystycznym elementem świątyni jest wysoka ośmioboczna wieża-dzwonnica, którą przykrywa dach z malutką kopułą. Dach cerkwi zwieńczony jest pięcioma kopułami na ośmiobocznych bębnach.